# Vogue Deutschland
Vogue Deutschland, ou parfois Vogue Germany soit Vogue Allemagne, est l'édition allemande du magazine de mode américain Vogue.

## Présentation
La première édition de Vogue en Allemagne parait d'avril 1928 à octobre 1929. Durant cette courte période, Herbert Bayer en est le directeur artistique. La crise de 1929 fait que la publication est arrêtée. Le titre est de nouveau publié à partir de 1979 par Condé-Nast-Verlag (de). 
De nos jours, la Rédactrice en chef est Christiane Arp, depuis 2003, et le tirage mensuel est d'environ 140 000 exemplaires.